# Championnat de Belgique de football 1969-1970
Navigation
Saison précédente Saison suivante
Le championnat de Belgique de football 1969-1970 est la 67e saison du championnat de première division belge.

## Clubs participants
Seize clubs prennent part à ce championnat, soit le même nombre que lors de l'édition précédente. Ceux dont le matricule est indiqué en gras existent toujours aujourd'hui.
| #  | Nom                                                   | Mat. | Ville                | Stades                       | Entraîneur                | En D1 depuis (série) | Total en D1 | Saison précédente |
| -- | ----------------------------------------------------- | ---- | -------------------- | ---------------------------- | ------------------------- | -------------------- | ----------- | ----------------- |
| 1  | Royal Sporting Club Anderlechtois                     | 35   | Anderlecht           | Stade Émile Versé            | Pierre Sinibaldi          | 1935-1936 (33e)      | 39e         | 4e                |
| 2  | Koninklijke Beerschot Voetbal en Atletiek Vereniging  | 13   | Anvers               | Kiel                         | Jef Vliers                | 1907-1908 (55e)      | 61e         | 14e               |
| 3  | Koninklijke Beringen Football Club                    | 522  | Beringen             | Mijnstadion                  | Bram Appel                | 1962-1963 (8e)       | 14e         | 9e                |
| 4  | Sportkring Beveren-Waas                               | 2300 | Beveren/Waas         | Freethiel                    | Ward Volckaert            | 1967-1968 (3e)       | 3e          | 6e                |
| 5  | Royal Football Club Brugeois                          | 3    | Bruges               | De Klokke                    | Frans de Munck            | 1959-1960 (11e)      | 48e         | 5e                |
| 6  | Royal Charleroi Sporting Club                         | 22   | Charleroi            | Stade du Mambourg            | ?                         | 1966-1967 (4e)       | 14e         | 2e                |
| 7  | Association Royale Athlétique La Gantoise             | 7    | Gand                 | Stade Jules Otten            | Jules Vandooren           | 1968-1969 (2e)       | 41e         | 11e               |
| 8  | Royal Football Club Liégeois                          | 4    | Rocourt              | Stade Vélodrome Oscar Flesch | Michel Pavic              | 1945-1946 (25e)      | 41e         | 10e               |
| 9  | Royal Standard Club Liège                             | 16   | Sclessin             | Stade de Sclessin            | René Hauss                | 1921-1922 (46e)      | 51e         | 1er               |
| 10 | Koninklijke Lierse Sportkring                         | 30   | Lierre               | Stade Herman Vanderpoorten   | Staf Van den Bergh        | 1953-1954 (17e)      | 35e         | 3e                |
| 11 | Atletische Sportvereniging Oostende Kon. Maatschappij | 53   | Ostende              | Albertparkstadion            | Lucien Masyn              | 1969-1970 (1re)      | 1re         | Division 2 : 1er  |
| 12 | Royal Racing White                                    | 47   | Woluwe-Saint-Lambert | Stade Fallon                 | Félix Week                | 1965-1966 (5e)       | 16e         | 13e               |
| 13 | Union Saint-Gilloise Société Royale                   | 10   | Saint-Gilles         | Stade Joseph Marien          | Guy Thys                  | 1968-1969 (2e)       | 55e         | 12e               |
| 14 | Koninklijke Sint-Truidense Voetbalverening            | 373  | Saint-Trond          | Stayenveld                   | Jean Claes                | 1957-1958 (13e)      | 13e         | 7e                |
| 15 | Royal Crossing Club de Schaerbeek                     | 55   | Schaerbeek           | Parc Josaphat                | ?                         | 1969-1970 (1re)      | 1re         | Division 2 : 2e   |
| 16 | Koninklijke Sportvereniging Waregem                   | 4451 | Waregem              | Regenboogstadion             | Frédéric Chaves d'Aguilar | 1966-1967 (4e)       | 4e          | 8e                |

### Localisation des clubs
| Beerschot AC Lierse SK SK Beveren La Gantoise FC Brugeois SV Waregem AS Oostende Bruxelles Beringen FC Sint-Truidense VV FC Liégeois Standard CL Charleroi SC |

#### Localisation des clubs bruxellois
Les 4 cercles bruxellois sont:
(6) R. SC Anderlecht
(7) Union Saint-Gilloise SR
(12) R. Crossing Schaerbeek
(15) R. Racing White

## Résultats

### Résultats des rencontres
Avec seize clubs engagés, 240 matches sont au programme de la saison.
| Résultats (▼dom., ►ext.)                                   | AND | BEE | BER | BEV | BRU | CHA | CRO | GAN | FCL | LIE | OOS | RRW | STA | STT | USG | WAR |
| R. SC Anderlechtois                                        |     | 0-1 | 3-0 | 5-0 | 1-3 | 2-0 | 4-0 | 3-1 | 2-0 | 6-0 | 3-0 | 0-0 | 0-2 | 4-0 | 2-2 | 7-1 |
| K. Beerschot VAV                                           | 1-3 |     | 3-0 | 1-0 | 3-0 | 2-0 | 3-1 | 1-0 | 4-0 | 1-1 | 0-0 | 5-0 | 3-0 | 2-0 | 1-0 | 1-1 |
| K. Beringen FC                                             | 2-2 | 1-1 |     | 1-2 | 1-1 | 1-2 | 0-0 | 1-3 | 2-2 | 0-0 | 2-0 | 1-1 | 1-2 | 1-0 | 0-0 | 2-0 |
| SK Beveren-Waas                                            | 0-0 | 1-0 | 2-1 |     | 2-3 | 3-1 | 0-0 | 1-2 | 2-0 | 3-0 | 5-1 | 5-2 | 0-0 | 7-1 | 1-0 | 2-0 |
| R. FC Brugeois                                             | 1-0 | 2-0 | 2-0 | 3-2 |     | 3-1 | 2-1 | 8-0 | 5-2 | 4-1 | 3-0 | 3-0 | 1-1 | 5-0 | 4-1 | 4-0 |
| R. Charleroi SC                                            | 1-3 | 1-0 | 0-1 | 1-0 | 3-1 |     | 6-0 | 1-2 | 1-0 | 2-0 | 1-0 | 0-0 | 2-4 | 4-3 | 2-0 | 3-1 |
| R. Crossing Schaerbeek                                     | 1-1 | 2-0 | 2-1 | 0-2 | 1-2 | 2-1 |     | 0-1 | 1-0 | 4-1 | 2-0 | 0-1 | 3-1 | 1-2 | 0-0 | 2-2 |
| ARA La Gantoise                                            | 3-1 | 1-1 | 4-1 | 0-0 | 2-1 | 4-1 | 2-0 |     | 3-1 | 1-2 | 2-2 | 1-0 | 0-0 | 4-1 | 1-0 | 3-0 |
| R. FC Liégeois                                             | 1-4 | 2-1 | 3-0 | 0-1 | 0-1 | 0-1 | 4-0 | 0-0 |     | 3-2 | 1-1 | 1-1 | 1-1 | 0-2 | 4-0 | 1-0 |
| K. Lierse SK                                               | 1-0 | 2-1 | 1-0 | 2-1 | 4-0 | 1-1 | 2-2 | 3-1 | 1-2 |     | 2-0 | 0-0 | 0-2 | 1-1 | 2-2 | 1-0 |
| AS Oostende KM                                             | 1-3 | 1-2 | 2-0 | 0-0 | 0-4 | 1-3 | 2-0 | 0-0 | 2-2 | 0-3 |     | 4-2 | 0-3 | 2-1 | 0-2 | 1-5 |
| R. Racing White                                            | 2-0 | 1-0 | 3-2 | 0-0 | 1-1 | 1-1 | 5-1 | 1-2 | 0-0 | 3-1 | 4-0 |     | 0-1 | 0-1 | 2-0 | 2-0 |
| R. Standard CL                                             | 1-0 | 2-2 | 5-3 | 3-0 | 2-0 | 2-1 | 0-3 | 2-1 | 2-1 | 1-0 | 5-0 | 9-0 |     | 2-0 | 2-0 | 2-0 |
| K. Sint-Truidense VV                                       | 2-1 | 3-0 | 1-1 | 1-1 | 2-2 | 3-1 | 4-0 | 1-1 | 1-2 | 0-1 | 1-0 | 0-3 | 1-3 |     | 1-1 | 1-1 |
| Union Saint-Gilloise SR                                    | 1-3 | 0-1 | 1-0 | 0-1 | 2-2 | 2-0 | 0-0 | 0-4 | 2-1 | 0-0 | 3-3 | 1-0 | 1-2 | 3-1 |     | 2-2 |
| K. SV Waregem                                              | 1-1 | 1-1 | 1-1 | 1-1 | 3-4 | 1-0 | 1-0 | 2-0 | 1-0 | 1-4 | 2-1 | 1-1 | 0-2 | 3-1 | 3-0 |     |
| - Victoire à domicile - Match nul - Victoire à l'extérieur |     |     |     |     |     |     |     |     |     |     |     |     |     |     |     |     |

### Classement final
| Rang | Équipe                  | Pts | J  | G  | N  | P  | Bp | Bc | Diff |
| ---- | ----------------------- | --- | -- | -- | -- | -- | -- | -- | ---- |
| 1    | R. STANDARD CL T        | 49  | 30 | 22 | 5  | 3  | 64 | 24 | +40  |
| 2    | R. FC Brugeois C        | 45  | 30 | 20 | 5  | 5  | 75 | 36 | +39  |
| 3    | ARA La Gantoise         | 39  | 30 | 16 | 7  | 7  | 49 | 35 | +14  |
| 4    | R. SC Anderlechtois     | 36  | 30 | 15 | 6  | 9  | 64 | 29 | +35  |
| 5    | SK Beveren-Waas         | 36  | 30 | 14 | 8  | 8  | 45 | 29 | +16  |
| 6    | K. Beerschot VAV        | 35  | 30 | 14 | 7  | 9  | 42 | 26 | +16  |
| 7    | K. Lierse SK            | 32  | 30 | 12 | 8  | 10 | 39 | 42 | -3   |
| 8    | R. Racing White         | 30  | 30 | 10 | 10 | 10 | 36 | 41 | -5   |
| 9    | R. Charleroi SC         | 29  | 30 | 13 | 3  | 14 | 42 | 43 | -1   |
| 10   | K. SV Waregem           | 25  | 30 | 8  | 9  | 13 | 35 | 51 | -16  |
| 11   | R. FC Liègeois          | 23  | 30 | 8  | 7  | 15 | 34 | 44 | -10  |
| 12   | K. Sint-Truidense VV    | 23  | 30 | 8  | 7  | 15 | 36 | 57 | -21  |
| 13   | R. Crossing Schaerbeek  | 23  | 30 | 8  | 7  | 15 | 29 | 50 | -21  |
| 14   | Union Saint-Gilloise SR | 22  | 30 | 6  | 10 | 14 | 26 | 45 | -19  |
| 15   | K. Beringen FC          | 18  | 30 | 4  | 10 | 16 | 27 | 49 | -22  |
| 16   | AS Oostende KM          | 15  | 30 | 4  | 7  | 19 | 24 | 66 | -42  |

Légende
- Champion de Belgique 1970 et qualifié pour la « Coupe des clubs champions » la saison suivante
- Club qualifié pour la « Coupe des vainqueurs de coupe » la saison suivante
- Club inscrit en « Coupe des Villes de Foires » pour la saison suivante
- Club relégué pour la saison suivante

Abréviations
T : Tenant du titre 1969

C : Vainqueur de la Coupe de Belgique 1969-1970

 : club promu de « Division 2 » depuis la saison précédente

### Meilleur buteur
Lothar Emmerich (K. Beerschot VAV) est sacré meilleur buteur avec 29 goals. Il est le premier joueur ouest-allemand à remporter ce classement particulier, et le huitième joueur étranger différent.

#### Classement des buteurs
Le tableau ci-dessous reprend les 21 meilleurs buteurs du championnat, soit les joueurs ayant inscrit dix buts ou plus durant la saison.
| #   | Pays | Joueur             | Club                 | Buts | Matches joués |
| --- | ---- | ------------------ | -------------------- | ---- | ------------- |
| 1.  |      | Lothar Emmerich    | K. Beerschot VAV     | 29   | 30            |
| 2.  |      | Raoul Lambert      | R. FC Brugeois       | 24   | 24            |
| 3.  |      | Milan Galić        | R. Standard CL       | 18   | 25            |
| 4.  |      | Jean Janssens      | SK Beveren-Waas      | 16   | 29            |
| =.  |      | Eddy Koens         | K. Sint-Truidense VV | 16   | 29            |
| 6.  |      | Johny Léonard      | ARA La Gantoise      | 15   | 29            |
| =.  |      | Paul Van Himst     | R. SC Anderlechtois  | 15   | 29            |
| 8.  |      | Johan Devrindt     | R. SC Anderlechtois  | 14   | 17            |
| =.  |      | István Sztáni      | ARA La Gantoise      | 14   | 25            |
| =.  |      | Silvester Takač    | R. Standard CL       | 14   | 30            |
| 11. |      | Johny Thio         | R. FC Brugeois       | 13   | 24            |
| 12. |      | Jean Dockx         | R. Racing White      | 12   | 28            |
| =.  |      | Walter Rodekamp    | R. FC Liégeois       | 12   | 30            |
| =.  |      | Robert Rogiers     | SK Beveren-Waas      | 12   | 30            |
| 15. |      | Jean Boulet        | R. Charleroi SC      | 11   | 24            |
| =.  |      | Robert Rensenbrink | R. FC Brugeois       | 11   | 27            |
| =.  |      | Lambert Steensels  | K. Beringen FC       | 11   | 27            |
| =.  |      | Jan Mulder         | R. SC Anderlechtois  | 11   | 27            |
| =.  |      | Pierre Carteus     | R. FC Brugeois       | 11   | 29            |
| 20. |      | André De Nul       | K. Lierse SK         | 10   | 29            |
| =.  |      | Prudent Bettens    | K. SV Waregem        | 10   | 30            |

## Parcours européens des clubs belges

### Parcours du Standard en Coupe des clubs champions
Le Standard CL atteint les quarts de finale. Les « Rouches » éliminent Tirana (3-0 et 1-1) au premier tour avant de réussir un exploit contre le Real Madrid. Victorieux 1-0 grâce à un but d'Erwin Kostedde à domicile, les Standardmen vont s'imposer 2-3 au stade Santiago Bernabéu, via des buts de Louis Pilot, Henri Depireux et Milan Galić. En quarts de finale, le champion de Belgique résiste bien à une solide équipe de Leeds mais doit s'incliner deux fois sur le même score (1-0).

### Parcours du Lierse SK en Coupe des vainqueurs de coupe
S'imposant largement (10-1 et 0-1) contre les Chypriotes d'APOEL Nicosie au premier tour, le Lierse est éliminé au tour suivant par Manchester City, qui s'impose deux fois (0-3 et 5-0)

### Parcours en Coupe des villes de foires
Cette saison, trois clubs belges sont engagés en Coupe des villes de foires. Le FC Brugeois élimine les Espagnols de Sabadell au premier tour, renversant la défaite du match aller (2-0) par une plantureuse victoire au retour à domicile (5-1). En seizièmes de finale, le club inflige une sévère défaite 5-2 aux Hongrois du Újpest Dózsa SC avec un triplé de Robert Rensenbrink mais subissent une défaite 3-0 au retour à Budapest et sont éliminés à cause des buts inscrits en déplacement par leurs adversaires.
Pour sa première participation à une compétition européenne, le Sporting de Charleroi réalise une belle performance au premier tour en éliminat les Yougoslaves du NK Zagreb avec deux succès (2-1 et 1-3).  Au tour suivant, les carolos rencontrent le FC Rouen. Ils remportent le amrch aller au Mambourg 3-1 mais sont battus 2-0 au retour en Normandie et sont eux aussi éliminés à cause de la règle des buts marqués à l'extérieur.

#### Le RSC Anderlecht en finale
Enfin, le troisième représentant belge, Anderlecht, réalise un parcours exceptionnel. Il n'éprouve aucune difficulté à éliminer les islandais du Valur Reykjavik au premier tour et remportent leurs deux matches (6-0 et 0-2). Au deuxième tour, ce sont les Nord-irlandais de Coleraine qui sont battus deux fois par les bruxellois (6-1 et 3-7). En huitièmes de finale, le club anderlechtois est opposé aux écossais du Dunfermline AFC. Il remporte le match aller à domicile 1-0 puis se qualifie malgré la défaite 3-2 au match retour, le second but des « mauves » tombant à cinq minutes du terme des œuvres de Jan Mulder.
En quarts de finale, le Sporting Anderlecht l'emporte 2-0 à l'aller face aux anglais de Newcastle United via Gérard Desanghere et Wilfried Puis. Le match retour à St James' Park commence très mal pour les joueurs bruxellois, qui voient leurs hôtes marquer deux fois en l'espace de vingt minutes. Quand Keith Dyson inscrit le troisième but des siens à la 85e minute, il pense offrir la qualification à son équipe mais un but de Thomas Nordahl trois minutes plus tard ouvre les portes des demi-finales à Anderlecht, une nouvelle fois grâce à ce but marqué à l'extérieur.
En demi-finales, le club est opposé à l'Inter Milan, dont plusieurs joueurs constituent l'ossature de l'équipe nationale. Battus 0-1 à la suite d'un but de Roberto Boninsegna, le club belge est en mauvaise posture avant de se déplacer à San Siro pour le match retour. Mais il parvient à créer une nouvelle surprise et, grâce à deux buts de Gerard Bergholtz, élimine les italiens et se qualifie pour la première fois dans l'Histoire du football belge pour une finale de coupe d'Europe.
Contrairement aux deux autres compétitions européennes, la finale de la Coupe des villes de foires est jouée en matches aller/retour. La première manche a lieu à Bruxelles et voit Anderlecht dominer largement leur adversaire, Arsenal. Les anderlechtois mènent 3-0 mais un but anglais inscrit à huit minutes de la fin maintient le suspense pour le match retour. Quelques jours plus tard, la seconde manche a lieu à Highbury. Anderlecht encaisse un premier but après 25 minutes de jeu puis résiste aux offensives anglaises jusqu'à un quart d'heure du terme. Arsenal score alors deux fois en l'espace d'une minute et anéantit les espoirs du club belge de soulever pour la première fois une Coupe d'Europe.

## Récapitulatif de la saison
- Champion : R. Standard CL (5e titre)
- Sixième équipe à remporter cinq titres de champion de Belgique
- Dixième titre pour la province de Liège.

| Région flamande (9)             | Région flamande (9) | Province de Brabant (4)      | Province de Brabant (4) | Région wallonne (3)    | Région wallonne (3) |
| ------------------------------- | ------------------- | ---------------------------- | ----------------------- | ---------------------- | ------------------- |
| Province d'Anvers               | 2                   | Région de Bruxelles-Capitale | 4                       | Province de Hainaut    | 1                   |
| Province de Flandre-Occidentale | 3                   | Province du Brabant flamand  | 0                       | Province de Liège      | 2                   |
| Province de Flandre-Orientale   | 2                   | Province du Brabant wallon   | 0                       | Province de Luxembourg | 0                   |
| Province de Limbourg            | 2                   |                              |                         | Province de Namur      | 0                   |

1. ↑  Au niveau footballistique, la province de Brabant est toujours unitaire malgré sa partition territoriale en 1995.

### Fusion, déménagement et changement d'appellation
Avant le début de la saison, le Royal Crossing de Molenbeek, néo-promu porteur du matricule 451, déménage de la commune bruxelloise de Molenbeek-Saint-Jean vers celle de Schaerbeek. Le club fusionne avec le Royal Club Sportif de Schaerbeek (matricule 55) et s'installe dans le stade du Parc Josaphat en prenant l'appellation de R. Crossing de Schaerbeek mais en conservant le matricule 55.

### Admission et relégation
Beringen et un des promus, l'AS Ostende, sont relégués en « Division 2 ». Ils sont remplacés par Diest et l'Antwerp, qui font tous deux leur retour au plus haut niveau.

### Débuts en Division 1
Deux clubs font leurs débuts dans la plus haute division belge. Ils sont les 54e et 55e clubs différents à y apparaître.
- L'AS Ostende est le 7e club de la province de Flandre-Occidentale à évoluer dans la plus haute division belge.
- Le R. Crossing Club de Schaerbeek est le 18e club de la province de Brabant à évoluer dans la plus haute division belge.

### Coupe du monde
La neuvième édition de la Coupe du monde se déroule au Mexique. Le Brésil remporte son troisième titre mondial et s'approprie définitivement le trophée appelé « Coupe Jules Rimet ».  
Après une absence de 16 ans, les « Diables Rouges » se sont qualifiés pour l'événement. Ils ont émergé d'un groupe difficile comprenant entre-autres l'Espagne et la Yougoslavie. Un grand changement est intervenu dans la gestion de l'équipe nationale qui est désormais confiée à un sélectionneur unique. C'est Raymond Goethals qui occupe le premier cette fonction.  
Pour la première fois, la Belgique remporte un match en phase finale, en battant le Salvador (3-0). Malheureusement, elle est tout de même éliminée au premier tour puisqu'elle s'incline lors des deux autres parties, contre l'URSS (4-1) et le Mexique (1-0).

### Bilan de la saison
| Championnat de Belgique de football 1969-1970 |                                      |
| Champion                                      | R. Standard CL (5e titre)            |
| Dauphin                                       | R. FC Brugeois                       |
| Coupes et trophées                            |                                      |
| Vainqueur de la Coupe de Belgique 1969-1970   | R. FC Brugeois                       |
| Qualifications continentales                  |                                      |
| Coupe des clubs champions européens 1970-1971 | R. Standard CL (Seizièmes de finale) |
| Coupe des vainqueurs de coupe 1970-1971       | R. FC Brugeois (Seizièmes de finale) |
| Coupe des villes de foires 1970-1971          | ARA La Gantoise (Premier tour)       |
| Coupe des villes de foires 1970-1971          | R. SC Anderlechtois (Premier tour)   |
| Coupe des villes de foires 1970-1971          | SK Beveren-Waas (Premier tour)       |
| Promotions et relégations                     |                                      |
| Promus en Division 1                          | K. FC Diest                          |
| Promus en Division 1                          | R. Antwerp FC                        |
| Relégués en Division 2                        | K. Beringen FC                       |
| Relégués en Division 2                        | AS Oostende KM                       |